# Église Saint-Maurille de Vouziers
L'église Saint-Maurille est une église catholique située à Vouziers, en France.

## Description
À l'extérieur en façade, l'église possède un portail remarquable construit entre 1517 et 1548, par l'architecte champenois Jehan Laurens (Jean Laurent) et composé de trois porches. Le plus important tympan situé au centre illustre l'Annonciation, celui situé à droite représente la Résurrection et celui situé à gauche représente le mal. Les tympans et claveaux sont sculptés et contiennent sept pierres en pendentifs où sont incrustés des statuettes des Apôtres. On peut également y voir des frises de style Seconde Renaissance et des gargouilles (en particulier une représentant un lion tenant entre ses griffes les armoiries des seigneurs de Vouziers). L'achèvement de cette façade date probablement des années 1565, car on peut y voir l'emblème du premier Gonzague duc de Rethel représentant un soleil rayonnant sous une voussure.

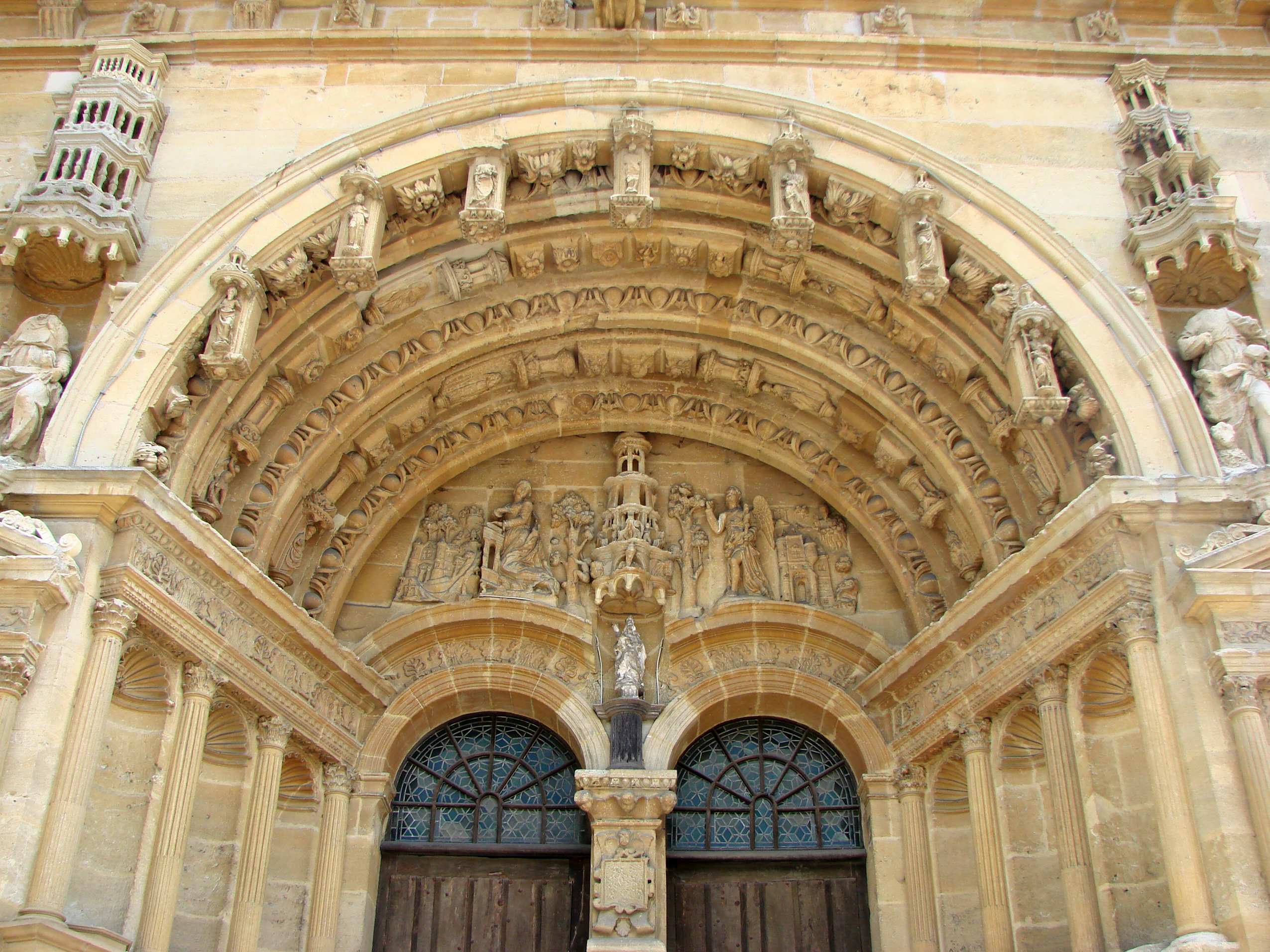
Tympan central
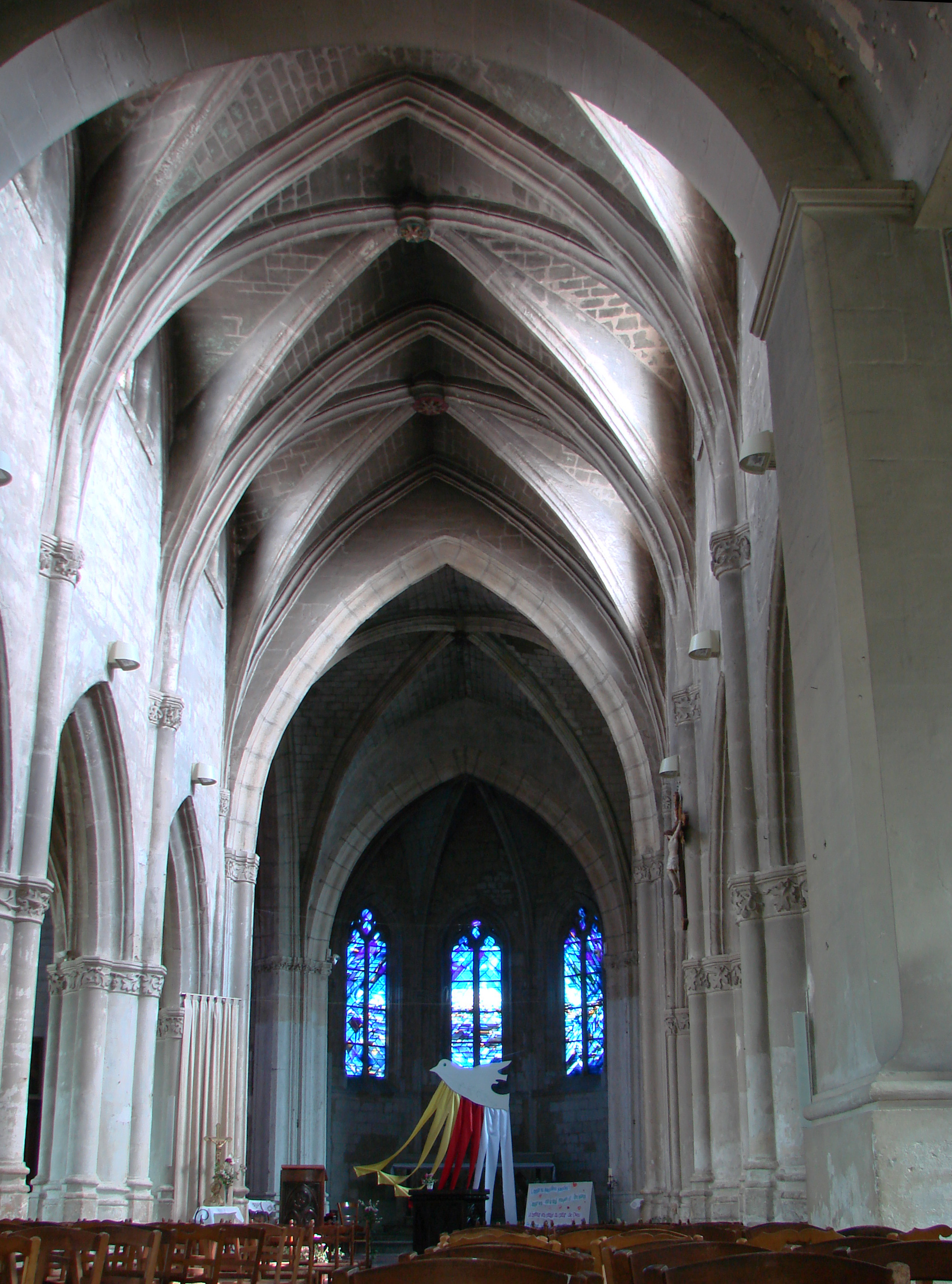
La nef
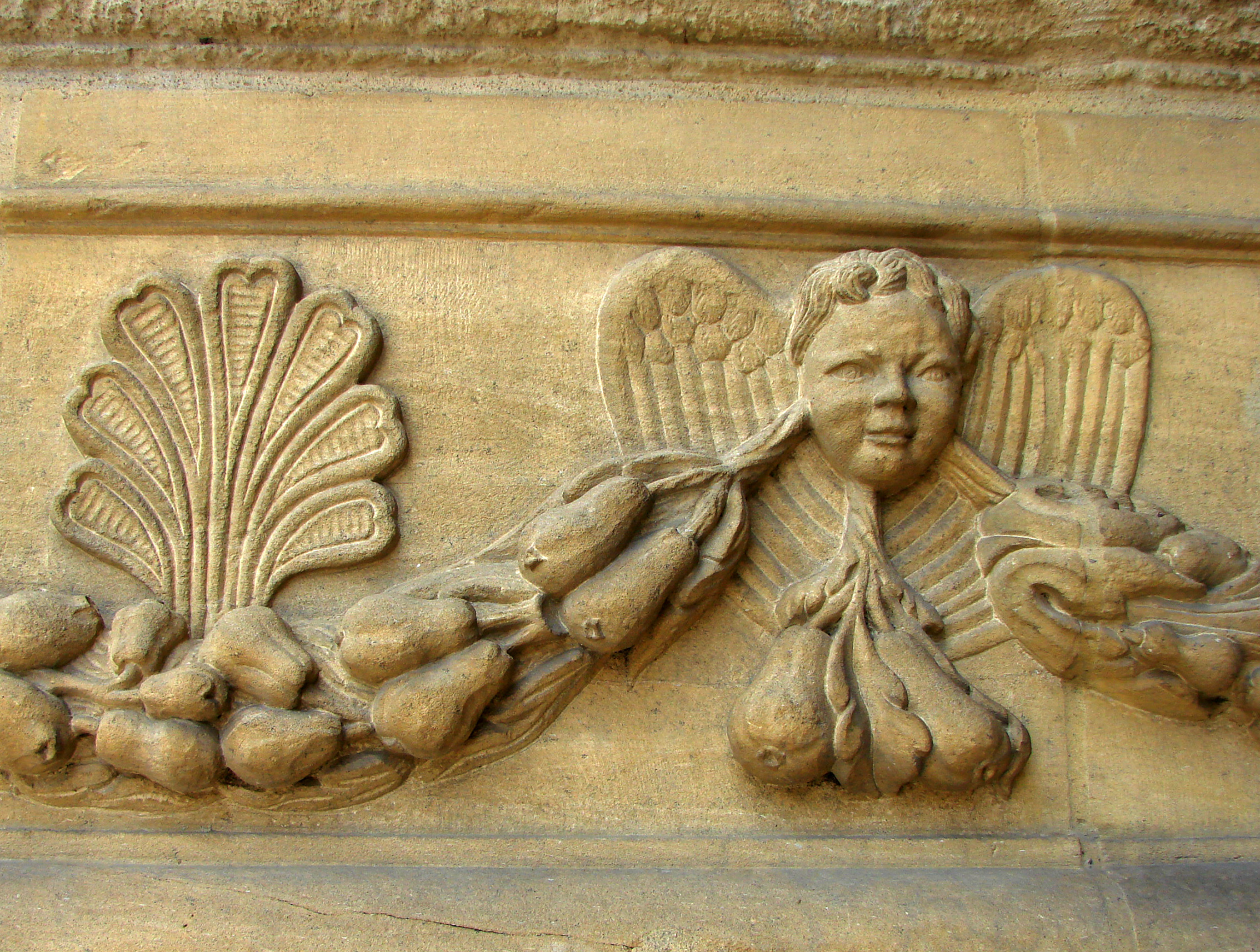
Détail

À l'intérieur de l'église se trouve une fontaine liturgique et une remarquable dalle funéraire de Baudoin de Vandy datant de 1275. Cette dalle provient de l'abbaye de Landèves, proche de Vouziers et détruite à la Révolution. On peut également y admirer une statue en bois de saint Maurille, un magnifique chœur, des chapiteaux ornés d'animaux, de feuillages et d'évocations des corporations présentent dans la région.
Des vitraux contemporains signés Charles Marq ont été réalisés en 1970 par les ateliers Simon-Marq de Reims.
Les anciennes portes d'entrée gothiques de l'église sont conservées dans les chapelles latérales.

## Localisation
L'église est située dans le département français des Ardennes, sur la commune de Vouziers, à l'extrémité de la rue Chanzy et de la rue de l'Aisne, à proximité du pont traversant l'Aisne.

## Historique
Les terres sur lesquelles s'est élevé le bourg de Vouziers appartenait à l'abbaye de Saint-Thierry, près de Reims. La paroisse est citée à la conférence ecclésiastique de Reims de 1148, présidée par le pape Eugène III. Les décimateurs de l'église, sous l'Ancien régime, étaient pour trois quarts les religieux de Saint-Thierry, et pour un quart les messieurs du Chapitre et la Charité de Reims.
L'église de style gothique date des XIVe siècle et XVe siècle. Le portail a été construit isolément au XVIe siècle, dans un style Renaissance. Une porte latérale a été ajoutée pour servir pendant près de deux cents ans de porte d’entrée au cimetière qui entourait à l’époque l’église. En 1764-1768, cette porte est rattachée à l'église, et le portail est réuni à l'église ogivale par des murs latéraux, un plafond et une couverture d'ardoises au-dessus de laquelle s'élève une tour carrée à toit arrondi.
Les deux guerres mondiales endommagent l'église, obligeant à différentes réfections. Le clocher et le portail sont restaurés en 1987-1988 et le parvis en 1989.
L'édifice est classé au titre des monuments historiques en 1913.